# Auguste Viquesnel
Pour les articles homonymes, voir Viquesnel.
Auguste Viquesnel, né le 5 mars 1800 à Cires-lès-Mello et mort le 8 février 1867 à Paris, est un géologue, géographe et ethnologue français.

## Biographie
Auguste Viquesnel est le fils de Jean-Pierre Viquesnel-Delaunay, député à l'Assemblée nationale en 1791. Il fait ses études au collège Sainte-Barbe à Paris et en sort en 1818.
Dès 1836, il fait avec Ami Boué et de Montalembert un voyage en Serbie, Haute Mœsie et Macédoine. Deux ans après, il rejoint Ami Boué et se rendent en Albanie, Épire, Macédoine, Thessalie et Thrace. Il publie des notes de son carnet de voyage dans le journal de la Société géologique de France en 1842 et 1846. Il a également écrit plusieurs ouvrages sur la géologie de la France, pour une utilisation industrielle. 
Du 20 mai 1847 au 2 janvier suivant, Auguste Viquesnel repart seul, en mission pour le ministre de l'Instruction publique, explorer la Roumélie ou ancienne Thrace. A Constantinople, il rencontre Xavier Hommaire de Hell et Piotr Tchikhatchov, alias Pierre de Tchihatcheff. Il en rapporte la matière d'un ouvrage intitulé Voyage dans la Turquie d'Europe ou Description physique et géologique de la Thrace dont la publication s'échelonne de 1855 à 1868 et qui contient également des informations sur la géologie locale. L'une des données géologiques les plus intéressantes se rapporte à l'ancienne relation des eaux de la mer, situées au nord et au sud de la Thrace. Dans sa note sur l'emplacement du Bosphore, pendant l'ère nummulitique, Viquesnel, s'appuyant sur les observations d'Hommaire de Hell et sur celles qu'il fait lui-même le long de la mer Noire, des îles Cyanées au cap Karaburun puis autour du lac de Derkos, conclut que, lors de la formation des dépôts tertiaires inférieurs, dans le bassin de la mer Noire et celui de la Thrace, le Bosphore actuel n'existait pas, et les communications entre les deux mers se trouvaient à l'ouest du canal. Le détroit dut être fermé après la formation des roches pyroxéniques du pays, et l'ouverture de celui aurait eu lieu après l'époque quaternaire, au commencement de la période actuelle. 
Viquesnel étudie, pendant 12 ans, le slavisme dans les contrées mêmes où il y avait le plus de moyens de l'approfondir scientifiquement, en naturaliste et en statisticien, à savoir en Turquie et en Autriche où les différents gouvernements et partis politiques sont en lutte sur ce sujet. Le résultat en France est que le ministre de l'Instruction publique, Victor Duruy, invite les professeurs d'histoire à revoir l'enseignement sur le slavisme en 1863.
Dans la première partie de son livre, Voyage dans la Turquie d'Europe, Viquesnel consacre vingt trois chapitres à l'histoire de l'empire ottoman, à l'ethnographie de ses divers peuples en Europe, à tout ce qui concerne la population, la statistique, l'administration, la religion, la propriété, l'instruction, les finances, l'agriculture, l'industrie et le commerce. Dans un appendice divisé en cinq chapitres, il jette un coup d'œil sur quelques points de l'histoire générale des peuples slaves et de leurs voisins les Turcs et les Finnois,. Il y soutient la thèse, que la famille slave ne comprend pas tous les Russes, mais seulement une partie de ce peuple, et que les Moscovites, c'est-à-dire las Russes moyens et septentrionaux, appartiennent à la famille finnoise plutôt qu'à la famille slave, et que par conséquent ils sont de souche touranienne et non de souche aryenne. 
Son épouse voulant que l'œuvre à laquelle son mari a consacré un temps considérable ne reste point inachevée, elle continue la publication du deuxième volume du Voyage dans la Turquie d'Europe. Les manuscrits laissés par Viquesnel et confiés aux soins de quelques-uns, sont reproduits et comprennent la météorologie, le nivellement barométrique de la Thrace, calculé par Parfis, les itinéraires géographiques, la géologie descriptive et la paléontologie par Adolphe d'Archiac.

## Œuvres et publications
- Voyage dans la Turquie d'Europe : description physique et géologique de la Thrace. T1, Paris, Arthus Bertrand, 1868 (lire en ligne).
- Voyage dans la Turquie d'Europe : description physique et géologique de la Thrace. T2, Paris, Arthus Bertrand, 1868 (lire en ligne).
- avec François Duchiński : Recherches historiques sur quelques points de l'histoire générale des peuples slaves et de leurs voisins les Turcs et Finnois, 1868.

## Distinctions et reconnaissance

### Hommage
- Prix Viquesnel, décerné par la Société géologique de France, fondé par sa femme en 1877.
- Concours Nestor-Viquesnel, concours annuel fondé par Duchiński à la Société d'ethnographie de Paris[8].

## Sociétés savantes et autres organismes
- Société Géologique de France (1833-1867), trésorier en 1843, président en 1858.
- Société météorologique de France, initiateur de la fondation en 1850, membre fondateur en 1852, président en 1862.
- Société Philomathique de Paris, 1853.